# شركة الصناعات الميكانيكية والكيميائية (تركيا)
شركة الصناعات الميكانيكية والكيميائية (بالتركية: Makina ve Kimya Endüstrisi Kurumu)‏، التي تأسست عام 1950، هي إعادة تنظيم لمجموعة المصانع التي تسيطر عليها الحكومة في تركيا والتي زودت القوات المسلحة التركية بالمنتجات العسكرية. 

## وصلات خارجية
- موقع الشركة الرسمي